# Scotto-Canadiens
Les Scotto-Canadiens sont les Canadiens d'ascendance écossaise. Au début du XXIe siècle, c'est le troisième groupe ethnique le plus important au Canada.

## Origine
Les ancêtres des Scotto-Canadiens sont originaires de l'Écosse et majoritairement de la région des Highlands.
Il ne faut pas les confondre avec les Scots d'Ulster, qui sont des Écossais originaires d'Irlande (Scotch-Irish en anglais), mais les deux groupes ethniques partagent en commun les mêmes traditions puisqu'ils font partie des Gaëls.    

## Histoire

### Immigration

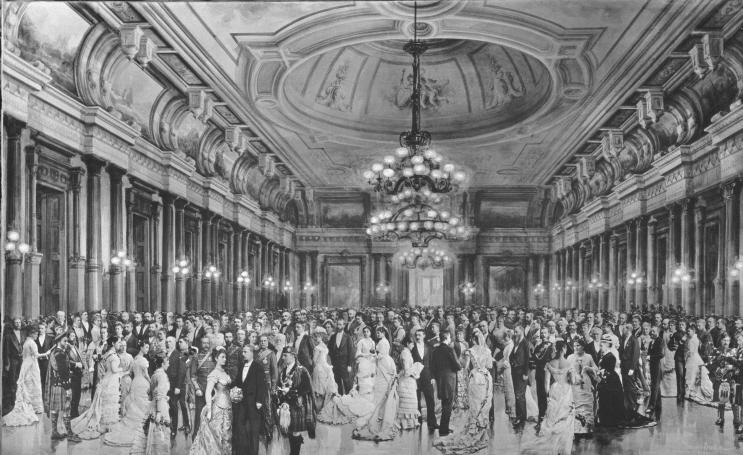
Bal de la Société St. Andrew’s de Montréal, hôtel Windsor, 1878.

Entre le XVIIIe et le XIXe siècle, un nombre important d'Écossais ont immigré au Canada pour des raisons politiques et religieuses. Durant les clearances qui ont affecté les Highlands autant que les Lowlands et la famine de la pomme de terre dans les Highlands, des milliers de fermiers de type crofters et cotters se font expulser de leurs terres et immigrent en Amérique du Nord ou en Australasie. 
Les immigrants écossais s'installent dans les Maritimes où ils vivent de façon traditionnelle en communauté isolée. 1773 est marqué par la première importante vague migratoire écossaise en Nouvelle-Écosse via Pictou qui est surnommé "le lieu de naissance de la Nouvelle-Écosse". Au fil des années, la diaspora s'éparpille sur l'île du Cap-Breton où on parle seulement gaélique écossais. Ailleurs dans les Maritimes, l'Île-du-Prince-Édouard a été fortement influencée par les Écossais particulièrement grâce à John MacDonald de Glenaladale qui débarqua sur l'île avec 210 colons en 1772 et Thomas Douglas, 5e comte de Selkirk qui offrira des terres agricoles à des fermiers victimes des clearances en 1803. Tandis qu'au Nouveau-Brunswick, la région attira de nombreux commerçants écossais dès 1764 quand William Davidson de Caithness s'y installa.
En 1781, des loyalistes donc la plupart écossais sont expulsés des États-Unis pendant la guerre d'indépendance. Ceux-ci trouvent refuge dans les colonies de l'Amérique du Nord britannique notamment dans la province de Québec, le comté de Glengarry (aujourd'hui les cantons de Glengarry Nord et Glengarry Sud) ainsi que les Maritimes.
Entre 1867 et les années 1920, le gouvernement canadien espérait développer l'économie dans l'ouest canadien alors peu peuplé du pays. Il a installé des bureaux dans des villes d'Irlande et d'Écosse, et des agents ont parcouru le territoire en collant des affiches attrayantes, en donnant des conférences, en distribuant des brochures et en essayant individuellement de persuader les agriculteurs et les travailleurs des vertus de la vie au Canada. Bien que de nombreuses personnes aient accepté d'émigrer, les agents ont dû faire face à la concurrence des États-Unis, de la Nouvelle-Zélande, de l'Australie et de l'Afrique du Sud, et les opposants à l'émigration ont mis en garde contre les difficultés au Canada.

## Influence

### Culturelle
Le Canada a hérité de la culture écossaise. 
On peut citer notamment l'île du Cap-Breton en Nouvelle-Écosse où on trouve une forte concentration culturelle. Pour perpétuer les traditions dans la région, l'institution éducative à but non lucratif Gaelic College (Colaisde na Gàidhlig en gaélique écossais) se donne pour mission de transmettre la culture écossaise en différents programmes.

#### Drapeaux et armoiries
La plupart des drapeaux ou armoiries nationales ou provinces possèdent des symboles attribuables au drapeau et aux armoiries de l'Écosse:
- Le drapeau de la Nouvelle-Écosse se compose d'une perception figure-fond blanc avec une croix de saint André bleue et finalement agrémentée de l'écu de l'Écosse rappelant l'étendard royal.
- Le drapeau de la ville de Montréal dispose divers symboles représentant les peuples fondateurs de la ville donc les Écossais sont représentés par un chardon.

D'autres symboles comme la licorne héraldique ou le chardon sont présents sur certaines armoiries du pays.

#### Événements

##### Highland games
Les highland games se sont développés à l'extérieur de l'Écosse au cours du XIXe siècle. Les premiers jeux en sol canadien ont lieu à Glengarry en 1819 avec la fondation de la Highland Society, mais se sont rapidement dissous par la suite. 
À la suite des jeux permanents du Caledonian Club à l'Île-du-Prince-Édouard en 1838, les éditions ont émergé à travers le pays. En 1997, un timbre de Postes Canada rend hommage aux highland games. 
Le 31 juillet 2004, les jeux de Glengarry, à Glengarry Nord, se sont inscrits dans le livre Guinness des records pour la plus grande danse des Highlands à laquelle 505 anciens et récents danseurs de la McCulloch School of Dance ont participé.   

##### Tartan Day
Le Tartan Day (Journée du Tartan en français) est célébré au Canada depuis 1986, précisément le 6 avril. Cette journée, commémorant la déclaration d'Arbroath, a été introduite par les Néo-écossais Bill Crowell et Jean MacKaracher-Watson.

### Personnalités nommables
- Hugh Allan (1810-1882), homme d'affaires et fondateur d'Allan Line
- Hugh Montagu Allan (1860-1851), homme d'affaires et philanthrope
- Richard Bladworth Angus (1831-1922), banquier et philanthrophe. Il a également co-fondé la compagnie de chemins de fer Canadien Pacifique.
- Alexander Graham Bell (1847-1922), inventeur
- Norman Bethune (1890-1939), médecin
- Bill Blaikie (1951-2022), homme politique
- George Brown (1818-1880), homme politique et fondateur du journal torontois The Globe
- James Cameron (1954-), réalisateur de films
- Gordon Campbell (1948-), homme politique et premier ministre de la Colombie-Britannique de 2001 à 2011
- Kim Campbell (1947-), femme politique et première femme nommée premier ministre du Canada
- Neve Campbell (1973-), actrice
- John Candy (1950-2014), acteur
- Wilf Carter (1904-1996), chanteur
- James Cockburn, homme politique et président de la chambre des communes du Canada de 1867 à 1874
- William Davidson de Caithness, marchard, homme politique et premier colon a s'installer aux abords de la rivière Miramichi.
- John William Dawson, géologue
- Richard Dobie, commerçant de fourrures
- James Douglas (1803-1877), homme politique et commerçant de fourrures. Il est également surnommé "le père de la Colombie-Britannique".
- Shirley Douglas (1934-2020), actrice
- Tommy Douglas, homme politique, premier ministre de la Saskatchewan de 1944 à 1961, puis, premier chef du Nouveau parti démocratique de 1961 à 1971.
- William Dow (1800-1868), investisseur et fondateur de la Brasserie Dow.
- Sandford Fleming (1827-1915), ingénieur et inventeur
- Simon Fraser (1776-1862), explorateur
- John Kenneth Galbraith, économiste
- Alexander Tilloch Galt (1817-1893), homme politique et l'un des pères de la Confédération canadienne.
- Hugh Graham, journaliste et 1er baron Atholstan
- Alexander Keith, homme d'affaires, fondateur d'Alexander Keith's et homme politique.
- Grace Annie Lockhart (1855 – 1916), première femme de l'empire britannique a recevoir un baccalauréat universitaire
- J. E. H. MacDonald, peintre et cofondateur du Groupe des sept.
- John A. Macdonald, homme politique et premier ministre du Canada de 1867 à 1873 et 1878 à 1891
- Rodney MacDonald, homme politique et premier ministre de la Nouvelle-Écosse de 1999 à 2009
- William Christopher Macdonald, producteur de tabac, fondateur de MacDonald Tobacco Co. et philanthrope.
- Peter MacKay, homme politique
- Robert Mackay, homme d'affaires et homme politique
- Alexander Mackenzie, explorateur et première personne à accomplir la traversée d'est en ouest au nord du Mexique.
- Alexander Mackenzie, homme politique et premier ministre du Canada de 1873 à 1878
- William Lyon Mackenzie King, homme politique et premier ministre du Canada de 1935 à 1948
- Alistair MacLeod (1936-2014), auteur
- Peter MacLeod, humoriste
- Agnes Macphail, femme politique et première femme a siégé au parlement canadien.
- Eric McCormack (1963-), acteur
- Todd McFarlane, auteur de bande dessinées et créateur du comic book Spawn.
- James McGill (1744-1813), homme d'affaires et fondation de l'université McGill.
- Gavin McInnes, personnalité multi-disciplinaire et cofondateur de Vice Media.
- Sarah McLachlan, chanteuse
- Norman McLaren (1914-1987), réalisateur de films
- Kevin S. McLeod, auteur et connu pour avoir été huissier du bâton noir également secrétaire canadien de la reine.
- Simon McTavish, homme d'affaires
- Henry Morgan (1819-1893), marchand et fondateur de la chaîne de grand magasin Morgan's (Morgan au Québec).
- Anne Murray, chanteuse
- James Naismith (1861-1939), médecin et inventeur du basket-ball.
- Alexander Walker Ogilvie (1829-1902), homme d'affaires et homme politique
- John Redpath, homme d'affaires et fondateur de la sucrerie Redpath.
- Robert Simpson (1834-1887), homme d'affaires et fondateur de la chaîne de grand magasin Simpsons
- Christine Sinclair (1983-), joueuse de football
- Donald Alexander Smith, 1er baron Strathcona et Mont Royal
- George Stephen, 1er baron Mount Stephen et premier canadien élevé au rang de la pairie du Royaume-Uni.
- Donald Sutherland (1935-2024), acteur
- Margaret Trudeau (née Sinclair) (1948-), épouse du premier ministre Pierre Elliott Trudeau de 1971 à 1977 et mère de Justin Trudeau.
- Cairine Wilson (née MacKay) (1885-1962), femme politique et première femme a siégé au sénat canadien.

### À l'international
La ville de Waipu en Nouvelle-Zélande a été fondée à l'arrivée de 800 colons et presbytériens scotto-canadiens et scotto-australiens sous l'invitation du révérend Norman McLeod. La plupart des habitants sont de descendance scotto-canadienne de Pictou et St. Ann en Nouvelle-Écosse.